# Западна свиненоса змия
Западната свиненоса змия (Heterodon nasicus) е вид влечуго от семейство Смокообразни (Colubridae).

## Разпространение
Разпространен е във вътрешността на Северна Америка, от канадските провинции Албърта и Манитоба до североизточните части на Мексико, най-често в степни и полупустинни местности.

## Хранене
Храни се главно със земноводни, гущери и гризачи.